# A halottkém (televíziós sorozat, 2019)
A halottkém (eredeti cím: Coroner) 2019-ben bemutatott kanadai televíziós bűnügyi drámasorozat, mely M. R. Hall azonos című könyvén és annak folytatásain alapul. A sorozat alkotója Morwyn Brebner, a történet pedig egy orvosról szól, aki halottkémként kezd el dolgozni. A főszereplőt Serinda Swan alakítja, mellette még feltűnik a műsorban többek közt Ehren Kassam, Tamara Podemski, Roger Cross és Éric Bruneau is.
Kanadában a CBC adta 2019. január 7. és 2022. április 7. között. Magyarországon az RTL Spike tűzte műsorra 2019. szeptember 13-tól, majd a harmadik évadtól a TV4-re került át.

## Cselekmény
A történet főszereplője a sürgősségi osztályon dolgozó orvos, Jenny Cooper, aki egyszer csak Torontóban kezd el halottkémként tevékenykedni. Az újonc Jenny maga is vizsgálódik a különös gyilkosságok után, ezáltal pedig többször is összetűzésbe kerül feletteseivel, Donovan McAvoy nyomozóval és a gyilkosságiakkal is.

## Szereplők
| Szereplő             | Színész           | Magyar hang       |
| -------------------- | ----------------- | ----------------- |
| Jenny Cooper         | Serinda Swan      | Hábermann Lívia   |
| Donovan “Mac” McAvoy | Roger Cross       | Bognár Tamás      |
| Taylor Kim           | Alli Chung        |                   |
| Shanti Laghari       | Paniz Zade        |                   |
| Liam Bouchard        | Eric Bruneau      | Varga Gábor       |
| Ross Kalighi         | Ehren Kassam      | Penke Bence       |
| Alison Trent         | Tamara Podemski   |                   |
| Dr. Dwayne Allen     | Lovell Adams-Gray | Gacsal Ádám       |
| Dr. Neil Sharma      | Saad Siddiqui     |                   |
| River Baitz          | Kiley May         | Sipos Eszter Anna |

## Epizódok
| Évad | Évad | Részek száma | Részek száma | Eredeti sugárzás | Eredeti sugárzás  | Eredeti adó | Magyar sugárzás      | Magyar sugárzás      | Magyar adó |
| Évad | Évad | Részek száma | Részek száma | Évadbemutató     | Évadzáró          | Eredeti adó | Évadbemutató         | Évadzáró             | Magyar adó |
| ---- | ---- | ------------ | ------------ | ---------------- | ----------------- | ----------- | -------------------- | -------------------- | ---------- |
|      | 1.   | 8            | 8            | 2019. január 7.  | 2019. február 25. | CBC         | 2019. szeptember 13. | 2019. október 25.    | RTL Spike  |
|      | 2.   | 8            | 8            | 2020. január 6.  | 2020. február 24. | CBC         | 2020. október 30.    | 2020. december 18.   | RTL Spike  |
|      | 3.   | 10           | 10           | 2021. február 3. | 2021. április 7.  | CBC         | 2023. szeptember 12. | 2023. szeptember 25. | TV4        |
|      | 4.   | 12           | 12           | 2022. január 6.  | 2022. április 7.  | CBC         | 2023. szeptember 26. | 2023. október 11.    | TV4        |

### 1. évad (2019)
| Sor. | Év. | Cím                                      | Rendező           | Író                                | Premier                               | Nézettség         |
| ---- | --- | ---------------------------------------- | ----------------- | ---------------------------------- | ------------------------------------- | ----------------- |
| 1.   | 1.  | A fekete kutya (Black Dog)               | Adrienne Mitchell | Morwyn Brebner                     | 2019. január 7. 2019. szeptember 13.  | 1,051 millió n.a. |
| 2.   | 2.  | Az óriásnyúl (Bunny)                     | Adrienne Mitchell | Waneta Storms                      | 2019. január 14. 2019. szeptember 13. | 1,015 millió n.a. |
| 3.   | 3.  | Darabokban (Scattered)                   | Adrienne Mitchell | Sean Reycraft                      | 2019. január 21. 2019. szeptember 20. | 0,948 millió n.a. |
| 4.   | 4.  | Ha nem sietsz, meghalsz! (Quick or Dead) | Adrienne Mitchell | Morwyn Brebner & Motion            | 2019. január 28. 2019. szeptember 27. | 1,004 millió n.a. |
| 5.   | 5.  | Kútba esett Hálaadás nap (All's Well)    | Winnifred Jong    | Noelle Carbone                     | 2019. február 4. 2019. október 4.     | 1,051 millió n.a. |
| 6.   | 6.  | Konfetti szív (Confetti Heart)           | Sherren Lee       | Seneca Aaron                       | 2019. február 11. 2019. október 11.   | 1,102 millió n.a. |
| 7.   | 7.  | Külváros (The Suburbs)                   | Paul Fox          | Noelle Carbone & Seneca Aaron      | 2019. február 18. 2019. október 18.   | n.a. n.a.         |
| 8.   | 8.  | Hidak (Bridges)                          | Paul Fox          | Morwyn Brebner & Nathalie Younglai | 2019. február 25. 2019. október 25.   | 1,112 millió n.a. |

### 2. évad (2020)
| Sor. | Év. | Cím                                        | Rendező           | Író               | Premier                              |
| ---- | --- | ------------------------------------------ | ----------------- | ----------------- | ------------------------------------ |
| 9.   | 1.  | Tűz (Fire)                                 | Adrienne Mitchell | Morwyn Brebner    | 2020. január 6. 2020. október 30.    |
| 10.  | 2.  | Határok (Borders)                          | Adrienne Mitchell | Motion            | 2020. január 13. 2020. november 6.   |
| 11.  | 3.  | Nővérek (Crispr Sistr)                     | Winnifred Jong    | Nathalie Younglai | 2020. január 20. 2020. november 13.  |
| 12.  | 4.  | Temetetlen (Unburied)                      | Winnifred Jong    | Sean Reycraft     | 2020. január 27. 2020. november 20.  |
| 13.  | 5.  | Őslakosok (One Drum)                       | Charles Officer   | Shannon Masters   | 2020. február 3. 2020. november 27.  |
| 14.  | 6.  | A másik oldal (The Flipside)               | Charles Officer   | Seneca Aaron      | 2020. február 10. 2020. december 4.  |
| 15.  | 7.  | Szörnyeteg a házban (Monster in the House) | Adrienne Mitchell | Noelle Carbone    | 2020. február 17. 2020. december 11. |
| 16.  | 8.  | Tűz 2. rész (Fire, Part 2)                 | Adrienne Mitchell | Morwyn Brebne     | 2020. február 24. 2020. december 18. |

### 3. évad (2021)
| Sor. | Év. | Cím                                              | Rendező                           | Író                            | Premier                                |
| ---- | --- | ------------------------------------------------ | --------------------------------- | ------------------------------ | -------------------------------------- |
| 17.  | 1.  | Bobby (Bobby)                                    | Adrienne Mitchell                 | Morwyn Brebner                 | 2021. február 3. 2023. szeptember 12.  |
| 18.  | 2.  | Virágba borulva (In Bloom)                       | Adrienne Mitchell                 | Marsha Greene                  | 2021. február 10. 2023. szeptember 13. |
| 19.  | 3.  | Szellemek (Spirits)                              | Charles Officer                   | Chris Roberts                  | 2021. február 17. 2023. szeptember 14. |
| 20.  | 4.  | Szemeket fel (Eyes Up)                           | Charles Officer                   | Wendy Motion Brathwaite        | 2021. február 24. 2023. szeptember 15. |
| 21.  | 5.  | Vissza a jövőbe (Back to the Future)             | Gloria Ui Young Kim és Liz Farrer | Noelle Carbone és Leah Cameron | 2021. március 3. 2023. szeptember 18.  |
| 22.  | 6.  | Nincs igazság, nincs béke (No Justice, No Peace) | Gloria Ui Young Kim               | Nathalie Younglai              | 2021. március 10. 2023. szeptember 19. |
| 23.  | 7.  | Körbe-körbe (Round and Round)                    | Samir Rehem                       | Shannon Masters                | 2021. március 17. 2023. szeptember 20. |
| 24.  | 8.  | A kék nyáj (Blue Flock)                          | Samir Rehem                       | Seneca Aaron                   | 2021. március 24. 2023. szeptember 21. |
| 25.  | 9.  | Szenteste (Christmas Eve)                        | Adrienne Mitchell                 | Noelle Carbone                 | 2021. március 31. 2023. szeptember 22. |
| 26.  | 10. | Karácsony napja (Christmas Day)                  | Adrienne Mitchell                 | Morwyn Brebner                 | 2021. április 7. 2023. szeptember 25.  |

### 4. évad (2022)
| Sor. | Év. | Cím                     | Rendező           | Író                                  | Premier                               |
| ---- | --- | ----------------------- | ----------------- | ------------------------------------ | ------------------------------------- |
| 27.  | 1.  | Emerge                  | Ruba Nadda        | Adriana Maggs                        | 2022. január 6. 2023. szeptember 26.  |
| 28.  | 2.  | Cutting Coroners        | Ruba Nadda        | Shannon Masters                      | 2022. január 13. 2023. szeptember 27. |
| 29.  | 3.  | Neighbourhood Watch     | Farhad Mann       | Nathalie Younglai                    | 2022. január 20. 2023. szeptember 28. |
| 30.  | 4.  | Heartbeet               | Samir Rehem       | Laura Good                           | 2022. január 27. 2023. szeptember 29. |
| 31.  | 5.  | Degargoony              | Farhad Mann       | Noelle Carbone és Mazi Khalighi      | 2022. február 24. 2023. október 2.    |
| 32.  | 6.  | Young Legend            | Serinda Swan      | Wendy Motion Brathwaite              | 2022. március 3. 2023. október 3.     |
| 33.  | 7.  | True Crime              | Liz Farrer        | JP Larocque                          | 2022. március 10. 2023. október 4.    |
| 34.  | 8.  | LJND                    | Adrienne Mitchell | Nathalie Younglai és Lindsey Addawoo | 2022. március 17. 2023. október 5.    |
| 35.  | 9.  | Our Home on Native Land | Corey Bowles      | Shannon Masters                      | 2022. március 24. 2023. október 6.    |
| 36.  | 10. | Safe Space              | Corey Bowles      | Seneca Aaron                         | 2022. március 31. 2023. október 9.    |
| 37.  | 11. | Blast to the Past       | Samir Rehem       | Noelle Carbone                       | 2022. április 7. 2023. október 10.    |
| 38.  | 12. | Death Goes On           | Samir Rehem       | Adriana Maggs                        | 2022. április 7. 2023. október 11.    |